# Caiapós do Sul
Kayapós do Sul (Caiapós do Sul, Caiapós Meridionais; Južni Kajapo), južna skupina Kayapó Indijanaca koja se danas vodi kao nestala. Njihov teritorij u vriijeme otkrića zlata na početku 18. stoljeća u Mato Grossu i Goiasu, prostirao se na velikim područjima u Goiasu, jugoistočnog Mato Grossa, sjeveroistočnog i istočnog São Paula, uključujući i područje poznato kao Triângulo Mineiro. 
Jezična istraživanja pokazuju (što SIL osporava) da su jedini njihovi potomci Indijanci Panará ili Kreen Akarore kojih se nešto očuvalo na rezervatu parka Xingu u Brazilu.

## Vanjske poveznice
- Alto Xingu[neaktivna poveznica]